# Ernhold Hede
Johan Ernhold Hede, född 6 december 1890 i Anderslövs socken, död 10 maj 1977 i Lund, var en svensk geolog och paleontolog.
Ernhold Hede var son till köpmannen Hans Jönsson. Efter studentexamen i Malmö 1910 studerade han vid Lunds universitet, blev filosofie kandidat 1916 och filosofie licentiat 1917. Hede var 1912–1915 extraordinarie och 1915–1917 ordinarie amanuens vid geologisk-mineralogiska institutionen i Lund, tjänstgjorde somrarna 1913–1918 som extrageolog vid Sveriges geologiska undersökning och hade 1917–1934 anställning där, från 1921 som biträdande geolog. Från 1934 var han biträdande lärare i geologi och mineralogi vid Lunds universitet, där han 1935 blev docent i geologi och 1937 filosofie hedersdoktor. Förutom till Danmark och Norge företog Hede geologiska studieresor till Storbritannien 1920, Tyskland, Tjeckoslovakien och Österrike 1921 samt Tyskland 1922 och 1938. han arbeten behandlade Skånes och Gotlands silur. 1925–1940 bearbetade han paleontologiskt-stratigrafisk berggrundsmaterialet för alla de geologiska kartbladen över Gotland (med undantag av bladet Burgsvik). Bland hans övriga skrifter märks Skånes colonusskiffer (1915), Om förekomst af colonusskiffer vid Skarhult i Skåne (1919), Djupborrningen vid Burgsvik på Gotland 1915 (1919), Gotlands silurstratigrafi (1921), Gotlands geologi (1925, tillsammans med Henrik Munthe och Lennart von Post) och On the correlation of the Silurian of Gotland (1942). Hede blev 1938 ledamot av Fysiografiska sällskapet i Lund.